# Ceatalchioi, Tulcea
Ceatalchioi (în turcă Çatalköy) este satul de reședință al comunei cu același nume din județul Tulcea, Dobrogea, România. Se află în partea de nord a județului, în Delta Dunării.